# Joutseno
Joutseno era una città finlandese di 10 849 abitanti, situata nella regione della Carelia Meridionale. Lo status di città è stato soppresso nel 2009 ed è confluita nel comune di Lappeenranta
Una delle costruzioni caratteristiche di Joutseno è la chiesa, costruita nel 1921. Nelle sue vicinanze si trova il lago Saimaa.